# Tlalocan
Tlalocan era um dos vários paraísos da mitologia asteca, era a morada das almas astecas mais nobres após a morte, especialmente das mulheres que morriam ao dar a luz. 
Quanto a este fato, acreditava-se que a ação do parto era como um combate, assim como o combate do guerreiro, fato que tornava a morte dessas mulheres tão honrada quanto a dos guerreiros.